# لويس غالاردو
لويس غالاردو (بالإسبانية: Luis Gallardo) (27 يونيو 1986 في بنما - ) هو لاعب كرة قدم بنمي في مركز الوسط. شارك مع منتخب بنما لكرة القدم. أما مع النوادي، فقد لعب مع كولومبوس كرو ونادي جامعة كوستاريكا ‏ وAtlético Chiriquí ‏ وA.D. Municipal Pérez Zeledón ‏ وTacuarembó F.C. ‏ ونادي هيريديانو وAtlético Veragüense ‏.

## وصلات خارجية
- لويس غالاردو على موقع الاتحاد الدولي (مؤرشف)  (الإنجليزية)
- لويس غالاردو على موقع إي إس بي إن إف سي (الإنجليزية)
- لويس غالاردو على موقع قاعدة بيانات كرة القدم.إي يو (الإنجليزية)
- لويس غالاردو على موقع ناشيونال فوتبول تيمز (الإنجليزية)
- لويس غالاردو على موقع Soccerway.com (الإنجليزية)
- لويس غالاردو على موقع عالم كرة القدم.نت (الإنجليزية)